# Black Mirrors
Black Mirrors ist eine belgische Rock-Band aus Brüssel. 

## Geschichte
Im Sommer 2013 wollte die Sängerin Marcella Di Troia eine rein weibliche Band starten. Schnell fand sie eine Schlagzeugerin und eine Bassistin, jedoch stellte sich die Suche nach einer geeigneten Gitarristin als schwierig heraus. Nachdem sie keine passende Kandidatin gefunden hatte, schloss sich Pierre Lateur der Band an. Nach einigen Jamsessions wollte die Band beginnen, mehr Zeit zu investieren und eigene Lieder zu schreiben. Die Schlagzeugerin und die Bassistin verließen daraufhin aus Zeitmangel die Band. Als Ersatz holten die verbliebenen Mitglieder mit Gino Capon und Edouard Cabuy zwei befreundete Musiker. Ende 2013 spielte die Band ihre ersten Konzerte und nahm ihre Debüt-EP auf. Die unbetitelte EP erschien ein Jahr später in Eigenregie.
2015 spielten die Black Mirrors beim Festival Out and Loud. Obwohl Marcella Di Troia den Auftritt als „ziemlich beschissen“ empfand, wurde das österreichische Plattenlabel Napalm Records auf die Band aufmerksam. Band und Label blieben im Kontakt. Ein Jahr später nahm die Band ihre zweite EP auf und wurde von Napalm Records sowie dem Management der Band Blues Pills unter Vertrag genommen. Funky Queen erschien am 3. März 2017 und enthält neben drei Eigenkompositionen noch eine Coverversion des MC5-Liedes Kick Out the Jams. Anschließend ging die Band auf Europatournee im Vorprogramm von Horisont. 
Im Oktober 2017 spielten die Black Mirrors beim Crossroads-Festival in Bonn. Der WDR zeichnete das Konzert auf und strahlte es später in der Sendung Rockpalast aus. Anschließend nahm die Band ihr Debütalbum auf. Look into the Black Mirror erschien am 31. August 2018 und stieg auf Platz der 114 der wallonischen und Platz 186 der flämischen Albumcharts ein. Im Herbst 2018 spielte die Band eine Europatourneen im Vorprogramm von The Vintage Caravan und The Night Flight Orchestra.
Für den 4. November 2022 kündigten Black Mirrors ihr zweites Studioalbum Tomorrow Will Be Without Us an.

## Stil
War die Musik der Band auf der ersten EP noch stark von Radiohead beeinflusst, werden die Black Mirrors später eher den Genres Bluesrock und Garage Rock zugeordnet. Ralfi Ralf vom Onlinemagazin Metal-Heads.de bezeichnete die Musik der Black Mirrors als eine wilde Mischung aus Anouk und Janis Joplin, gepaart mit der Musik von Nirvana und den Queens of the Stone Age. Marcella Di Troia nennt noch Jack White, Led Zeppelin und Jimi Hendrix als Einflüsse.

## Diskografie

### Alben
| Jahr | Titel Musiklabel                          | Höchstplatzierung, Gesamtwochen, AuszeichnungChartplatzierungen (Jahr, Titel, Musiklabel, Platzierungen, Wochen, Auszeichnungen, Anmerkungen) | Höchstplatzierung, Gesamtwochen, AuszeichnungChartplatzierungen (Jahr, Titel, Musiklabel, Platzierungen, Wochen, Auszeichnungen, Anmerkungen) | Anmerkungen                           |
| Jahr | Titel Musiklabel                          | BEF | BEW | Anmerkungen                           |
| ---- | ----------------------------------------- | --- | --- | ------------------------------------- |
| 2018 | Look into the Black Mirror Napalm Records | BEF186 (1 Wo.)BEF | BEW114 (1 Wo.)BEW | Erstveröffentlichung: 31. August 2018 |

### EPs
- 2014: Black Mirrors
- 2017: Funky Queen

### Musikvideos
- 2017: Funky Queen
- 2018: Günter Kimmich
- 2018: Moonstone
- 2022: Hateful Hate, I’ll Kill You